# Caso del falso monje shaolín
El caso del falso monje shaolín es el nombre con el que se le conoce a los delitos cometidos por Juan Carlos Aguilar (también conocido como "el falso monje ‘shaolin’" o autodenominado "único maestro shaolín occidental") en Bilbao, entre mayo y junio de 2013.
Dos años después, el 30 de abril de 2015, sería condenado a 38 años (dos años menos de la propuesta del fiscal) por el asesinato de Yenny Sofía Rebollo, de 40 años de edad, y Maureen Ada Otuya, de 29.

## Antecedentes
Juan Carlos Aguilar nació en Baracaldo en 1965, en una familia de cinco hijos, cuyos padres habían sido pastores. Su pasión por las artes marciales le vino de mano de su hermano mayor, José Luis, a la temprana edad de 10 años. 
El gimnasio donde se cometerían tanto los maltratos y asesinatos de Yenny y Maureen, lo fundarían ambos, hasta que, en 1992, su hermano moriría al ser seccionado en dos por un montacargas, cuando decide viajar a China.
A la vuelta de este viaje, aseguró haberse convertido en el único monje ‘shaolín’ occidental, lo que años después se conocería que era mentira, puesto que hacía más de 300 años que no había existencia de monjes ‘shaolin’ en el país asiático. Al mismo tiempo, se prodigó en programas de televisión, como su aparición en el programa de TV Redes el 24 de diciembre de 2001, presentando por Eduardo Punset. En 2003, reabre el gimnasio y lo convierte en el “Monasterio Budista Océano de la Tranquilidad”, junto a su esposa y un discípulo, que pasaría a ser su socio. Un año después, su socio abandonaría el proyecto y su mujer le pediría el divorcio, lo que le dejaría una amplia libertad para poder desarrollar los delitos que cometería después, además de maltratos y abusos a decenas de sus discípulas y discípulos. 

## Hechos

### Asesinato de Yenny Sofía Rebollo
El caso en sí daría comienzo el 25 de mayo de 2013. Juan Carlos, que se aprovechaba de las debilidades tanto físicas y mentales como económicas de sus víctimas, decidió hacerlo también de Yenny Sofía Rebollo, una mujer colombiana de 40 años madre de dos hijos y que, además de pasar por un momento económico delicado, luchaba con la muerte de un hijo. En aquel momento, Rebollo, para conseguir dinero, se prostituía y, por ese motivo decidió acceder al gimnasio de Aguilar. Sin embargo, aquel día Yenny sería maniatada, fotografiada de forma sexualmente explícita y diseccionada, además de asesinada.
El cadáver de la mujer, sería repartido por diferentes escondites: en el gimnasio, en un falso techo además de las duchas del mismo, donde quemó parte del cuerpo; gran porcentaje del mismo fue arrojado a la ría de Bilbao y, lo restante, resultó estar escondido en su domicilio, situado en la calle Iturriza número 5. También fue encontrada una prótesis mamaria de la víctima, relacionada con la víctima por el número de serie del implante. Antes y después del crimen, el asesino la fotografió en diferentes posturas. 

### Asesinato de Maureen Ada Otuya
Solamente ocho días después del asesinato de Yenny, Aguilar volvería a atacar de nuevo, esta vez a Maureen Ada Otuya, una joven nigeriana de 29 años, el sustento único de su familia en su país natal.
Después de practicar sexo, Juan Carlos decidió golpear, asfixiar y maltratar a la joven, la cual pudo zafarse y pedir socorro aprovechando un despiste del asesino. En ese momento, una vecina, que declararía en el juicio, llamada Verónica, se alertó y decidió llamar a la Ertzaintza.
A la llegada de los servicios de emergencia, se encontraron a la joven en coma, escondida detrás de unos colchones y tapada con una tela, con la ropa desgarrada, ensangrentada y con las extremidades atadas, además del cuello envuelto doblemente con cinta americana, en una habitación repleta de bolsas de basura que contenía restos humanos y armas, como cuchillos y sables, además de fotografías y videos de mujeres de índole sexual, de las que se incluían las dos víctimas.
Finalmente, Maureen fallecería dos días después debido a las múltiples lesiones que el falso ‘shaolin’ le causó.

## Juicio

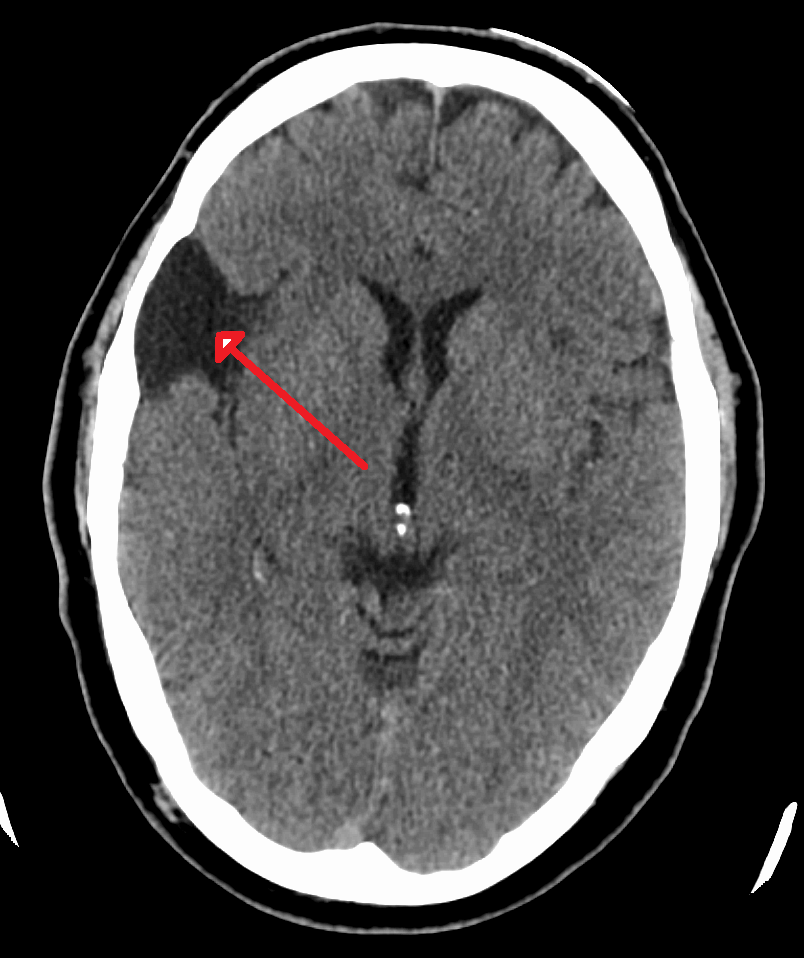
Quiste aracnoideo

En un primer momento, Juan Carlos Aguilar, justificó sus actos con el “tumor” que tenía en la cabeza, sin embargo, tiempo después se supo que, en realidad no era un tumor, si no un quiste, y que no perjudica a sus actos mentales, si no a algunos físicos que pudiera tener.
El juicio daría comienzo el 17 de abril de 2015, dos años después de los hechos, por el asesinato de dos mujeres, previamente maltratadas y una de ellas, descuartizada. Antes de la declaración del acusado, él ya se había declarado culpable y reconoció todos los hechos, exceptuando el ensañamiento de la primera, alegando que “Actué de forma súbita, imprevisible e inesperada”.
Tras la declaración y las preguntas del fiscal, se llegó a la conclusión de que “disfrutaba manteniendo prácticas sexuales de dominación con mujeres sometidas a él e indefensas, incluso desmayadas o privadas del sentido”.
Durante el juicio, hubo un gran número de declaraciones, entre las que se destacan las de las discípulas de Juan Carlos, especialmente la de María Eva, quien, sin saberlo, estuvo junto al cadáver de Yenny durante una relación sexual con Aguilar. La mujer, explicó cómo sufrió maltrato asegurando que le golpeaba los pechos, el trasero, la tiraba del pelo y demás vejaciones.

### Sentencia
Después de siete días de juicio, el jurado fue unánime: lo declaró culpable de dos asesinatos con alevosía, pero sin ensañamiento y fue condenado a 38 años de cárcel, dos menos de lo que la fiscalía pedía.